# 도큐
도큐 주식회사(東急株式会社, Tokyu Corporation)는 도쿄도 시부야구에 본사를 두고 부동산 사업, 교통 사업, 호텔·리조트 사업, 생활 서비스 사업을 다루는 도큐 그룹의 핵심을 이루는 사업 지주회사이다. 대규모 사철인 도큐 전철이나 도큐 백화점, 도큐 호텔즈 등을 산하에 갖고 있다.
예전 사명은 동경 급행 전철 주식회사(東京急行電鉄株式会社)이다. 2019년 9월 2일 현 사명으로 변경하였다. '도큐'의 명칭은 도쿄 급행 전철 시대부터의 약칭이기도 하다. (2006년대까지 전철 본체가 '도쿄 급행'을 사용하고 있었다)